# Elektrownia Siersza
Elektrownia Siersza – zawodowa elektrownia systemowa położona w Trzebini pomiędzy osiedlem Energetyków a Czyżówką, w województwie małopolskim. Elektrownia Siersza wchodzi w skład spółki Tauron Wytwarzanie od 29 grudnia 2000.

## Historia
Elektrownia została wybudowana w latach 1958–1970 (uruchomienie pierwszych dwóch bloków, o mocy 130 MW każdy, nastąpiło w 1962 roku, pozostałe 4 bloki po 120 MW każdy zostały uruchomione w latach 1969–1970) jako zawodowa elektrownia węglowa. Została zaprojektowana przez biuro Energoprojekt Katowice.
30 grudnia 1974 roku oddano do użytku pierwszą magistralę węglową w Europie, łączącą KWK Siersza z Elektrownią Siersza, która umożliwiała transport urobku za pomocą taśmociągów do elektrowni.
Po 1990 roku w ramach modernizacji proekologicznej 2 bloki zostały wyposażone w instalację odsiarczania spalin, na kotłach pyłowych zabudowano palniki niskoemisyjne oraz zmodernizowano elektrofiltry.
W miejsce istniejących bloków energetycznych nr 1 i 2 w latach 1999–2002 powstały wysokosprawne bloki energetyczne z kotłami fluidalnymi, elektrofiltrami oraz turbinami kondensacyjnymi najnowszej generacji o mocy znamionowej 153 MW każda. W wyniku modernizacji moc osiągalną elektrowni podniesiono do 813 MW.
W grudniu 2000 roku elektrownia weszła w skład Południowego Koncernu Energetycznego S.A. (obecnie TAURON Wytwarzanie S.A.) w Katowicach stając się jednym z jego oddziałów.
28 lutego 2009 wyłączono blok energetyczny nr 4. Moc osiągalna elektrowni wynosiła wtedy 677 MWe (moc zainstalowana 666 MWe).
TAURON Wytwarzanie ogłosił, że bloki energetyczne nr 3 i 6 będą świadczyć usługę interwencyjnej rezerwy zimnej od 1 stycznia 2016 do 31 grudnia 2019.
28 lutego 2009 roku został wyłączony blok energetyczny nr 4, natomiast blok energetyczny nr 5 został wycofany z eksploatacji 1 stycznia 2016. Bloki energetyczne numer 3 oraz 6 zostały wyłączone 1 stycznia 2021 roku.
Bloki energetyczne z kotłami fluidalnymi numer 1 oraz 2 mogą zostać wycofane z eksploatacji z końcem 2025 roku.

## Dane techniczne
Złożona z 6 bloków energetycznych opalanych węglem kamiennym, o łącznej mocy zainstalowanej 306 MWe (moc osiągalna 306 MWe), z czego:
| Nr bloku | Moc zainstalowana [MWe] | Moc osiągalna [MWe] | Trwały ubytek mocy [MWe] | Typ  | Data przekazania do eksploatacji | Data wycofania |
| -------- | ----------------------- | ------------------- | ------------------------ | ---- | -------------------------------- | -------------- |
| 1        | 153                     | 153                 | –                        | JWCD | 2001-06-30                       | –              |
| 2        | 153                     | 153                 | –                        | JWCD | 2002-12-31                       | –              |
| 3        | 0                       | 0                   | 123                      | –    | 1969-09-15                       | 2021-01-01     |
| 4        | 0                       | 0                   | 120                      | –    | 1969-03-31                       | 2009-02-28     |
| 5        | 0                       | 0                   | 120                      | –    | 1969-09-25                       | 2016-01-01     |
| 6        | 0                       | 0                   | 128                      | –    | 1970-03-01                       | 2021-01-01     |
| Razem    | 306                     | 306                 | 491                      | –    | –                                | –              |

Moc cieplna elektrowni to 36,50 MWt.
Elektrownia ma trzy kominy (na zdjęciu od prawej):
- H = 150 m – obsługujący bloki I i II.
- H = 262 m – obsługujący bloki od III do VI.
- H = 100 m – zbudowany przez "Chłodnie Kominowe" S.A. w 2000 roku, obsługujący instalacje odsiarczania spalin bloków III i VI.

Oraz sześć chłodni kominowych:
- H = 80 m – Chłodnia kominowa nr 1
- H = 80 m – Chłodnia kominowa nr 2
- H = 90 m – Chłodnia kominowa nr 3
- H = 90 m – Chłodnia kominowa nr 4 – wyburzona 7 grudnia 2019[15]
- H = 90 m – Chłodnia kominowa nr 5 – wyburzona 9 lutego 2022[16]
- H = 90 m – Chłodnia kominowa nr 6

Moc elektryczna wyprowadzana jest do krajowego systemu energetycznego poprzez rozdzielnię 110 kV. Woda do procesów technologicznych pobierana jest z zalewu wybudowanego na potoku Kozi Bród a energia cieplna odbierana jest przez okolicznych mieszkańców.